# هیتوشی تنما
هیتوشی تنما (انگلیسی: Hitoshi Tenma؛ زادهٔ ۳ ژوئن ۱۹۴۲) بوکسور اهل ژاپن بود.